# Beejoliya Kalan
Beejoliya Kalan è una suddivisione dell'India, classificata come census town, di 12.384 abitanti, situata nel distretto di Bhilwara, nello stato federato del Rajasthan. In base al numero di abitanti la città rientra nella classe IV (da 10.000 a 19.999 persone).

## Geografia fisica
La città è situata a 25° 11' 35 N e 75° 19' 17 E.

## Società

### Evoluzione demografica
Al censimento del 2001 la popolazione di Beejoliya Kalan assommava a 12.384 persone, delle quali 6.402 maschi e 5.982 femmine. I bambini di età inferiore o uguale ai sei anni assommavano a 1.871, dei quali 995 maschi e 876 femmine. Infine, coloro che erano in grado di saper almeno leggere e scrivere erano 7.928, dei quali 4.691 maschi e 3.237 femmine.